# Friends or Lovers
「Friends or Lovers」（フレンズ・オア・ラヴァーズ）は、1991年2月10日に発売されたPSY・Sの15枚目のシングル。

## 解説
表題曲は、TBS系列金曜ドラマ『ママってきれい!?』の主題歌として使用。オリコンチャート最高19位だったが11回チャートイン。PSY・Sシングルで最も売れ、最高順位を獲得したシングル。
オリジナル・アルバムには未収録。後にベスト・アルバム『TWO HEARTS』に“New Mix”で収録。
カップリングは表題曲のInstrumental。

## 収録曲
| 全作曲・編曲: 松浦雅也。 |                                                                            |            |            |      |
| #                        | タイトル                                                                   | 作詞       | 作曲・編曲 | 時間 |
| 1.                       | 「Friends or Lovers」(TBS系TV金曜ドラマ『ママってきれい!?』テーマ・ソング) | 松尾由紀夫 | 松浦雅也   | 4:22 |
| 2.                       | 「Theme of Lovers (Instrumental)」                                         |            | 松浦雅也   | 6:55 |
| 合計時間:                | 合計時間:                                                                  | 合計時間:  | 11:17      |      |